# Barham (Australie)
Pour les articles homonymes, voir Barham (homonymie).
 (juin 2021).

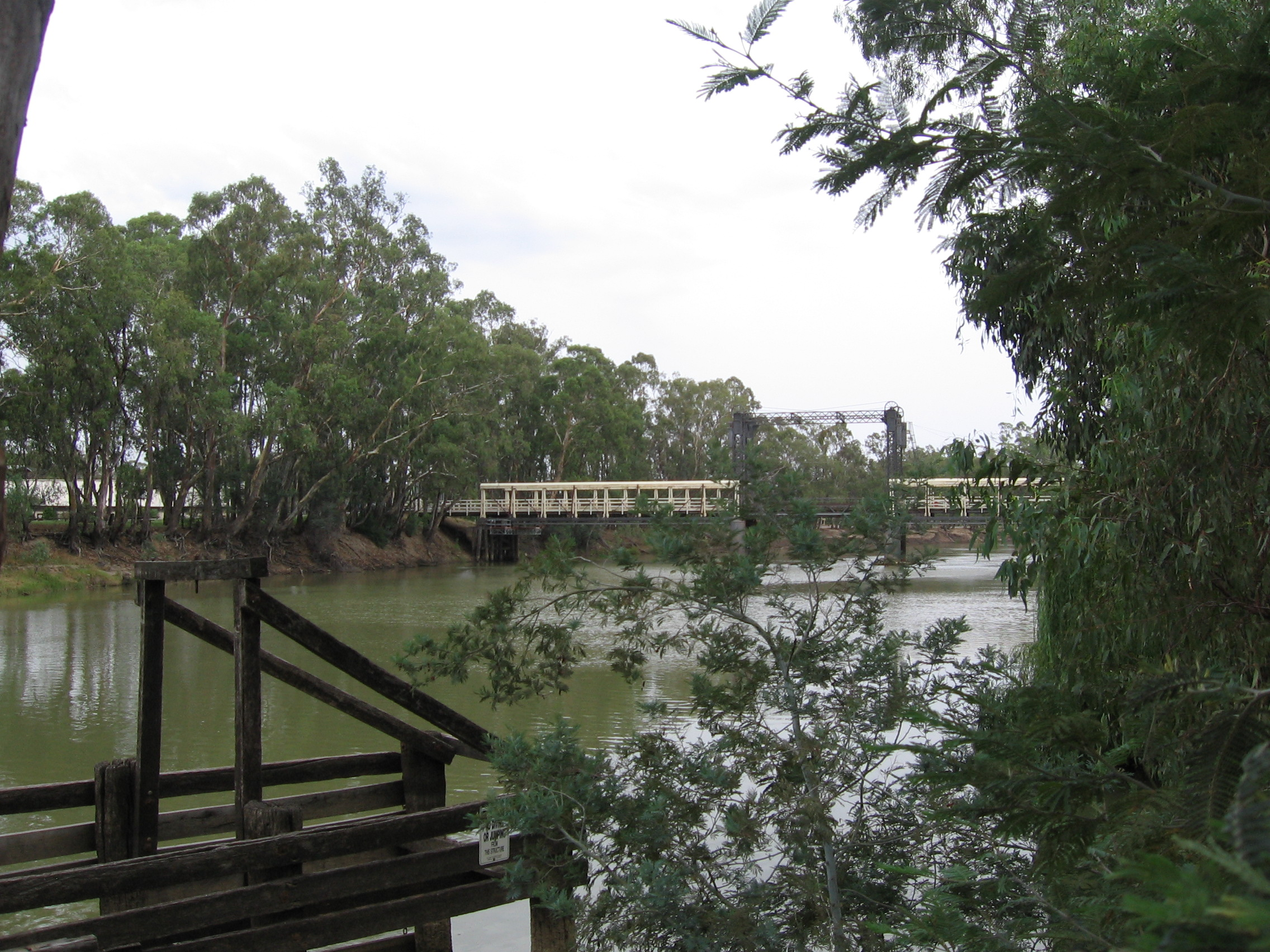
Le pont sur le Murray

Barham (1 132 habitants) est un village de la Riverina, une province au sud de la Nouvelle-Galles du Sud en Australie, à 826 km au sud-ouest de Sydney et à 338 km de Griffith sur les rives du Murray.